# Rachel Rising
Rachel Rising és una sèrie de còmics escrita i dibuixada per Terry Moore, iniciada el 2011 i publicada de manera independent sota el seu segell Abstract Studio. En ella, l'autor explora el gènere del terror, a diferència dels seus còmics anteriors Strangers in Paradise, una comèdia romàntica, i Echo, de ciència-ficció.
Consta de 42 números; el primer es va publicar el 3 d'agost de 2011, amb crítiques positives. Tot i que alguns crítics en van valorar negativament el ritme més tard en la tirada, la sèrie va guanyar premis de la indústria al llarg de la seva publicació, com l'Eisner a la Millor sèrie el 2012. Des de la seva conclusió el 2016, els membres del repartiment han reaparegut en altres obres de Moore. Els plans per a una adaptació televisiva es van anunciar l'abril de 2013, però el 2015 aquest projecte encara estava en fase de guió.
La història segueix a Rachel Beck, una jove que es desperta en una tomba poc profunda després de ser estrangulada. No recorda les circumstàncies de l'atac, però comença a intentar resoldre el seu intent d'assassinat amb l'ajuda de la seva tia Johnny i la seva amiga íntima, Jet. La seva investigació aviat es posa en suspens quan s'assabenten d'un complot per destruir la seva ciutat mitjançant la bruixeria i els esperits demoníacs. En els passatges finals, Moore aborda els temes del maltractament i de la violència de gènere.

## Argument
Rachel Beck es desperta en una tomba poc profunda al bosc: el llit d'un antic riu sec, coberta de terra; té cremades de corda al coll que identifica com marques d'asfíxia i una hemorràgia als ulls, però no té cap record de com va arribar-hi ni què li ha passat. Fa autoestop fins a casa seva, a la ciutat fictícia de Manson (Massachusetts), on els seus amics i familiars no la reconeixen immediatament. La seva tia Johnny, que és directora d'una funerària, l'examina i determina que la Rachel no hauria d'estar viva. Amb l'ajuda de l'amiga de la infància de la Rachel, Jet, les tres decideixen trobar l'atacant de la Rachel. Mentrestant, dues dones més a Manson són assassinades; una per Lilith i una altra per una nena de 10 anys anomenada Zoe, que està posseïda pel dimoni Malus. Quan el grup de la Rachel es troba casualment amb la Zoe, la Lilith causa un accident de cotxe que fereix la tia Johnny i mata Jet. La Rachel acompanya el cos de la Jet a la morgue, on aquesta torna a la vida en una condició semblant a la de Rachel. Lilith atrapa Zoe i s'enfronta a Malus, a qui va convocar 300 anys abans per venjar-se de la ciutat de Manson per haver matat els seus seguidors durant una caça de bruixes. Li diu que és a prop de provocar la fi dels temps, que també destruirà Manson. Durant la seva conversa, la Zoe es talla els canells i la Malus abandona el seu cos per trobar un altre amfitrió. Zoe és duta a un hospital, on li salven la vida i Rachel i Jet la troben.
Lilith reencarna dues de les seves seguidores en els cossos de les altres dues dones mortes, i les tres comencen a terroritzar Manson a través de les plagues i la violència. La Rachel s'assabenta que ella també és una antiga bruixa que va ser ressuscitada per Lilith, però els seus records es confonen amb la Rachel Beck real. Jet va tornar a la vida per l'esperit de James, el xicot de la Rachel de la seva vida passada. Rachel, Jet i Zoe maten les dues bruixes ressuscitades i aturen el pla de Lilith per destruir Manson. L'esperit de James passa al més enllà, deixant Jet ser ella mateixa de nou. La Rachel cura les ferides de la Jet i la tia Johnny utilitzant els seus coneixements de bruixeria, i reprèn la recerca del seu assassí.
Zoe és acollida per un sacerdot que s'ha convertit en el nou amfitrió de Malus. Li dona una fulla que abans va ser l'espasa de Satanàs i li diu que portarà l'anticrist. Zoe mata el sacerdot, i Malus es mou a través de diversos hostes més. La Zoe es reuneix amb la Rachel i els altres, i decideixen treballar amb la Lilith per aturar en Malus. Superada pel seu inevitable paper a la fi del món, Zoe es talla la gola. Mentre la Rachel intenta salvar la vida de la Zoe, la Lilith agafa la seva fulla i s'enfronta al nou amfitrió de Malus. Malus es resisteix, i el seu amfitrió és assassinat. Quan abandona el cos, Lilith l'apunyala amb la fulla, condemnant-lo a l'infern.
Lilith li diu a Rachel que va ser assassinada per un assassí en sèrie. Quan la Rachel s'enfronta a ell, descobreix que està postrat al llit a causa d'una lesió no relacionada causada per Malus mesos abans. Ella el mata, però ell és capaç de disparar-li abans de morir. Rachel mor al costat del seu llit, esperant que finalment es mantingui morta. Es desperta a la morgue, on la Zoe la vigila.

## Personatges
A la Rachel Beck, la protagonista, l'acompanyen la seva tia Johnny (la forense de Mason) i Jet (la seva amiga de la infància), personatges que intentaran ajudar-la a esbrinar més detalls sobre el seu estat i la seva mort aparent. Es trobaran amb Lilith (una misteriosa dona rossa) i Zoe (una nena òrfena de deu anys), dues persones que semblen atraure la mort i complicaran la història. La llista de personatges secundaris la completen el Detectiu Corpell, que és al capdavant de la investigació de les estranyes morts que estan succeint al poble; Earl, l'ajudant de Johnny al dipòsit de cadàvers; el Dr. Siemen, un metge esgarrifós que té unes teories sobre la vida i la mort ben curioses; Donna, que s'encarrega de cercar-li llar a Zoe, i James, el xicot de la Rachel de la seva vida passada.

## Publicació

### Història
Moore va tenir inicialment la idea per Rachel Beck, aleshores anomenada "deadgirl", mentre escrivia Birds of Prey per a DC Comics el 2002, però va abandonar aquesta sèrie abans de presentar-la. Va mantenir el concepte durant nou anys abans de convertir-la en la protagonista d'una sèrie de terror.
El primer número es va publicar el 3 d'agost de 2011 i es va esgotar ràpidament a nivell de distribuïdor, fet que va fer que Moore anunciés una segona impressió vuit dies després. Una tercera impressió del primer número es va publicar per al Halloween ComicFest de 2014. Els nous números es van publicar amb aproximadament sis setmanes de diferència.
Durant una conversa a Twitter amb el també guionista de còmics Joe Hill el 2013, Moore va esmentar que les vendes de Rachel Rising havien caigut i que potser hauria de cancel·lar-la si baixaven més. Els fans, preocupats, van respondre utilitzant l'etiqueta #SaveRachelRising en un esforç per mostrar el seu suport i promocionar el llibre. Les vendes van deixar de baixar, però no van augmentar. Moore va acabar la sèrie al número 42 el maig de 2016. A més de les baixes vendes, els constants temes foscos de Rachel Rising van fer que Moore se sentís esgotat, i va voler passar a projectes que fossin més divertits, com Motor Girl.

### Recopilacions
Rachel Rising consta de 42 números, publicats per Abstract Studio entre el 3 d'agost de 2011 i el maig de 2016. La sèrie s'ha recopilat en una col·lecció de rústiques (trade paperback) en format quadrat que contenen sis números cadascuna. El mateix dia que es va publicar la primera entrega de la col·lecció, The Walking Dead #95 va incloure un fragment promocional de Rachel Rising #1. Un «òmnibus» de tapa dura, Rachel Rising Black Edition, es va posar a la seva disposició a l'Emerald City Comic Con de 2016 i al lloc web de Moore. El llibre, de 776 pàgines, té una coberta totalment negra i estava limitat a 750 còpies, cadascuna signada per Moore. El juny de 2016 es va publicar una edició estàndard amb la mateixa imatge de portada que el número u.
| Núm. | Títol                                        | Any  | Material recopilat | ISBN               |
| ---- | -------------------------------------------- | ---- | ------------------ | ------------------ |
| 1    | Rachel Rising. Volume 1: The Shadow of Death | 2012 | Números 1–6        | ISBN 1-892597-51-9 |
| 2    | Rachel Rising. Volume 2: Fear No Malus       | 2012 | Números 7–12       | ISBN 1-892597-52-7 |
| 3    | Rachel Rising. Volume 3: Cemetery Songs      | 2013 | Números 13–18      | ISBN 1-892597-55-1 |
| 4    | Rachel Rising. Volume 4: Winter Graves       | 2014 | Números 19–24      | ISBN 1-892597-56-X |
| 5    | Rachel Rising. Volume 5: Night Cometh        | 2015 | Números 25–30      | ISBN 1-892597-57-8 |
| 6    | Rachel Rising. Volume 6: Secrets Kept        | 2015 | Números 31–36      | ISBN 88-6543-538-0 |
| 7    | Rachel Rising. Volume 7: Dust to Dust        | 2016 | Números 37–42      | ISBN 1-892597-60-8 |

## Acollida
La sèrie va debutar amb crítiques majoritàriament positives, i va obtenir una puntuació mitjana de 8,6/10 per part dels crítics segons el lloc web d'agregació de ressenyes Comic Book Roundup. Escrivint per a Comic Book Resources, Kelly Thompson va elogiar l'equilibri d'humor i elements foscos del primer número. La sèrie va continuar rebent crítiques favorables, però els crítics sovint feien notar el ritme lent de la història. A Es la hora de las tortas!!!, Laintxo va lloar-ne el realisme i la tridimensionalitat dels personatges femenins, els seus diàlegs i l'habilitat de Moore per aconseguir el suspens sostingut en un còmic de terror, i va considerar que aquest era el millor treball gràfic de l'autor tant a nivell narratiu com estètic. Rachel Rising va aparèixer en nombroses llistes de "millors" mentre es va estar publicant, i la col·lecció d'«omnibus» va rebre una puntuació mitjana de 8,5/10 a Comic Book Roundup.
El còmic va ser reconegut per diversos programes de premis de la indústria. Va fer guanyar a Moore el premi Harvey al Millor retolista el 2014 i al Millor dibuixant el 2015; el còmic va ser nominat a Millor sèrie nova (2012), Millor sèrie continuada (2012, 2013) i Moore ho va ser al Millor dibuixant (2013, 2014 i 2016). La sèrie també va ser nominada a un premi Eisner en la categoria Millor sèrie continuada (2012) i Moore al Millor escriptor/artista (2012 i 2014), Millor retolista (2014) i Millor escriptor/artista (2015). La sèrie va ser nominada a Millor còmic/novel·la gràfica per la British Fantasy Society el 2014. Quan es va estrenar l'any 2012, la primera col·lecció en rústica va ser nominada a un premi Bram Stoker a la categoria Assoliment superior en una novel·la gràfica per la Horror Writers Association.

## Obres derivades
El 2017, Moore va dir que Rachel Rising està ambientada en el mateix univers de ficció que les seves altres obres, Strangers in Paradise, Echo i Motor Girl. El 2017, Moore va parlar dels plans per fer un segon volum de Rachel Rising després de completar la seva sèrie de 2018 Strangers in Paradise XXV, dient que la història estava inacabada. Els personatges de Rachel Rising van aparèixer a Strangers in Paradise XXV. El maig de 2019, Moore va començar a publicar Five Years, una sèrie de 10 números que uneix els repartiments dels seus treballs anteriors i resol les trames de Rachel Rising. La seva sèrie del 2021 Serial va seguir a Zoe en una recerca de venjança.
Ben Roberts, vicepresident sènior d'Alcon Entertainment, estava interessat a adaptar el còmic anterior de Moore, Echo, però els drets ja s'havien venut. En canvi, Moore va suggerir que Roberts adaptés Rachel Rising, que encara no s'havia publicat. Roberts va acceptar, i l'abril de 2013, Alcon Television Group va anunciar plans per a una adaptació televisiva de Rachel Rising. Roberts és el productor de la sèrie, i Moore, Lloyd Levin, Andrew Kosove, Broderick Johnson i Sharon Hall són productors executius. Un productor guionista va escriure un guió especulatiu, però Moore va dir que "no estava bé" i, després de les renegociacions, Moore va rebre més control creatiu i se li va permetre escriure el guió pilot el gener de 2015. L'abril de 2016, el guió encara s'estava comprant a Hollywood.